# Oksana Nieupokojewa
Oksana Iwanowna Nieupokojewa (ros. Оксана Ивановна Неупокоева, ur. 14 stycznia 1976 r. w Stojbie) – rosyjska biathlonistka, brązowa medalistka mistrzostw świata w sztafecie mieszanej.

## Kariera
W Pucharze Świata zadebiutowała 29 listopada 2007 roku w Kontiolahti, zajmując 32. miejsce w biegu indywidualnym. Pierwsze punkty (w sezonach 2000/2001-2007/2008 punktowało 30. najlepszych zawodniczek) wywalczyła 15 grudnia 2007 roku w Pokljuce, gdzie zajęła 15. miejsce w sprincie. Nigdy nie stanęła na podium indywidualnych zawodów tego cyklu, najwyższą lokatę wywalczyła 28 lutego 2008 roku w Pjongczangu, gdzie rywalizację w sprincie ukończyła na szóstej pozycji. Najlepsze wyniki osiągnęła w sezonie 2008/2009, kiedy zajęła 35. miejsce w klasyfikacji generalnej.
Podczas mistrzostw świata w Östersund w 2008 roku wspólnie z Swietłaną Slepcową, Nikołajem Krugłowem i Dmitrijem Jaroszenko zdobyła brązowy medal w sztafecie mieszanej. Na tej samej imprezie zajęła też 44. miejsce w biegu indywidualnym. Nigdy nie wystąpiła na igrzyskach olimpijskich.

## Osiągnięcia

### Mistrzostwa świata
| Rok  | Miejscowość | Konkurencje | Konkurencje | Konkurencje | Konkurencje | Konkurencje | Konkurencje | Konkurencje |
| Rok  | Miejscowość | IN          | SP          | PU          | MS          | RL          | MR          | SR          |
| ---- | ----------- | ----------- | ----------- | ----------- | ----------- | ----------- | ----------- | ----------- |
| 2008 | Östersund   | 44.         | –           | –           | –           | –           | 3.          | –           |

### Puchar Świata

#### Miejsca w klasyfikacji generalnej
| Sezon     | Miejsce |
| --------- | ------- |
| 2007/2008 | 42.     |
| 2008/2009 | 35.     |

#### Statystyka miejsc w zawodach
| Konkurencja | Bieg indywidualny | Sprint | Bieg pościgowy | Bieg masowy | Sztafeta | Razem |
| ----------- | ----------------- | ------ | -------------- | ----------- | -------- | ----- |
| 1. miejsce  |                   |        |                |             |          |       |
| 2. miejsce  |                   |        |                |             | 1        | 1     |
| 3. miejsce  |                   |        |                |             | 2        | 2     |
| Top 10      |                   | 1      | 1              |             | 4        | 6     |
| Punktowała  | 2                 | 10     | 6              | 1           | 4        | 23    |
| Starty      | 5                 | 13     | 7              | 1           | 4        | 30    |